# هلیکوستیلیس تومنتوسا
هلیکوستیلیس تومنتوسا (نام علمی: Helicostylis tomentosa) نام یک گونه از تیره موراسه است.